# Шоу, Боб
Роберт (Боб) Шоу (англ. Robert "Bob" Shaw; 31 декабря 1931 — 12 февраля 1996) — британский писатель-фантаст.
Один из видных представителей научной фантастики последних десятилетий. Родился в Белфасте (Северная Ирландия), окончил местную Высшую техническую школу, работал в сталелитейной и авиационной промышленности, шофером такси, инженером, дизайнером, специалистом по связям с общественностью, журналистом; с 1975 года — профессиональный писатель. Публиковаться начал очень рано: сначала — в любительской прессе. Первый опубликованный рассказ — «Аспект» (1954, «Nebula Science Fiction»).

### Сериалы
Астронавты в лохмотьях / Land and Overland:
1. Астронавты в лохмотьях / The Ragged Astronauts (1986)
2. Деревянные космолеты / The Wooden Spaceships (1987)
3. Беглые планеты / The Fugitive Worlds (1989)

Орбитсвилль / Orbitsville:
1. Орбитсвилль / Orbitsville (1975)
2. Отбытие Орбитсвилля / Orbitsville Departure (1983)
3. Судный день Орбитсвилля / Orbitsville Judgement (1990)

Войнан Мирр / Warren Peace:
1. Стой, кто идет? / Who Goes There? [= Кто здесь?] (1977)
2. Warren Peace (1993)
3. Rough Dimensions (1994)

### Романы
- 1954 — англ. The Enchanted Duplicator (Соавтор: Уолт Уиллис)
- 1967 — Ночная прогулка (англ. Night Walk)
- 1968 — В двух лицах… (англ. The Two-Timers) [= Человек из двух времен]
- 1969 — Дворец вечности (англ. Palace of Eternity)
- 1970 — Миллион завтра (англ. One Million Tomorrows)
- 1970 — англ. Shadow of Heaven
- 1971 — Путешествие в эпицентр (англ. Ground-Zero Man) [= В эпицентре взрыва (англ. The Peace Machine)]
- 1972 — Свет былого (англ. Other Days, Other Eyes)
- 1976 — Венок из звезд (англ. A Wreath of Stars)
- 1977 — англ. Medusa's Children
- 1978 — Корабль странников (англ. Ship of Strangers)
- 1978 — Головокружение (англ. Vertigo) [= Terminal Velocity]
- 1979 — англ. Dagger of the Mind
- 1981 — англ. Galactic Tours
- 1981 — англ. The Ceres Solution
- 1984 — англ. Fire Pattern
- 1989 — англ. Killer Planet

### Повести и рассказы
- 1954 — Аспект (англ. Aspect)
- 1959 — Идеальная команда (англ. The Silent Partners)
- 1960 — Размякший дипломат (англ. Dissolute Diplomat) Соавтор: Уолт Уиллис
- 1960 — Повторный показ (англ. Repeat Performance)
- 1965 — англ. ...And the Isles Where Good Men Lie
- 1966 — Свет былого[3]
- 1966 — Зовите меня Дуреха (англ. Call Me Dumbo)
- 1966 — англ. Pilot Plant
- 1967 — Стеклянный свидетель (англ. Burden of Proof)
- 1968 — Встреча на Прайле (англ. Appointment on Prila) [= Бесстрашный капитан ЭВМУК]
- 1969 — Облава (англ. Hue and Cry)
- 1969 — англ. The Element of Chance
- 1970 — Обратная связь (англ. Communication) [= Общение]
- 1970 — англ. Telemart Three
- 1970 — англ. The Cosmic Cocktail Party
- 1970 — Самый счастливый день (англ. The Happiest Day of Your Life) [= Счастливый день в твоей жизни]
- 1971 — Игрок (англ. Gambler’s Choice)
- 1971 — англ. The Weapons of Isher II
- 1971 — англ. What Time Do You Call This?
- 1972 — англ. A Dome of Many-Coloured Glass
- 1972 — Нестабильный две тысячи первый (англ. Deflation 2001)
- 1972 — англ. Retroactive
- 1972 — Ловец гроз (англ. Stormseeker)
- 1974 — Действительный член клуба (англ. A Full Member of the Club)
- 1974 — англ. A Little Night Flying [= Dark Icarus]
- 1974 — Невероятный дубликат (англ. Unreasonable Facsimile)
- 1975 — англ. An Uncomic Book Horror Story
- 1976 — англ. Dream Fighter
- 1976 — Схватка на рассвете (англ. Skirmish on a Summer Morning)
- 1976 — Шутка Джоконды (англ. The Giaconda Caper) [= Шалость Джоконды (англ. The Gioconda Caper)]
- 1976 — Порочный круг (англ. Waltz of the Bodysnatchers)
- 1977 — англ. Crossing the Line
- 1978 — Амфитеатр (англ. Amphitheatre)
- 1978 — англ. Small World
- 1979 — англ. Frost Animals
- 1979 — англ. The Cottage of Eternity
- 1979 — Третье желание (англ. Well-Wisher)
- 1980 — В отеле «Новый Путь» (англ. In the Hereafter Hilton)
- 1980 — Люби меня нежно (англ. Love Me Tender)
- 1980 — англ. The Kingdom of O'Ryan
- 1981 — англ. Conversion
- 1981 — Дивная новая планета (англ. Courageous New Planet)
- 1981 — Выбери себе Вселенную (англ. Go On, Pick a Universe!)
- 1982 — Инопланетяне — не люди (англ. Aliens Aren’t Human)
- 1982 — Проверенный способ похудеть (англ. Cutting Down)
- 1984 — англ. Conning Your Way
- 1984 — Тень крыльев (англ. Shadow of Wings)
- 1985 — Луна-палач (англ. Executioner’s Moon)
- 1986 — англ. Ad Astra?
- 1986 — англ. BoSh Goes Loco
- 1986 — англ. More Canadian Capers
- 1986 — англ. Pyrotechnics
- 1986 — англ. Ten Years, But Not Decayed
- 1986 — англ. RetroactThe Bermondsey Triangle Mysteryive
- 1986 — англ. The Man in the Grey Flannel Toga
- 1986 — англ. The Return of the Backyard Spaceship
- 1986 — англ. Up the Conjunction
- 1988 — Темная ночь в Стране игрушек (англ. Dark Night in Toyland)
- 1988 — Параллельная эволюция (англ. Parallel Evolution)
- 1989 — Воительницы века техники (англ. The K-Y Warriors)
- 1989 — Точь-в-точь (англ. To the Letter)
- 1991 — англ. A Real Downer
- 1991 — англ. Lunch of Champions
- 1991 — англ. The Mercenary Mirage
- 1993 — англ. Alien Porn
- 1993 — англ. Time to Kill

### Сборники
- 1973 — англ. Tomorrow Lies in Ambush
- 1976 — англ. Cosmic Kaleidoscope
- 1982 — англ. A Better Mantrap
- 1986 — англ. Messages Found in an Oxygen Bottle
- 1989 — Темные ночи (англ. Dark Night in the Toyland) [= Темная ночь в Стране игрушек]

### Прочие произведения
- 1979 — англ. The Best of the Bushel
- 1979 — англ. The Eastercon Speeches
- 1984 — англ. Serious Scientific Talks
- 1993 — англ. How to Write Science Fiction
- 1995 — англ. Load of Old Bosh